# Paralimna
Paralimna is een vliegengeslacht uit de familie van de oevervliegen (Ephydridae).

## Soorten
- P. decipiens Loew, 1878
- P. multipunctata Williston, 1896
- P. obscura Williston, 1896
- P. punctipennis (Wiedemann, 1830)
- P. texana Cresson, 1915